# William Wadsworth Hodkinson

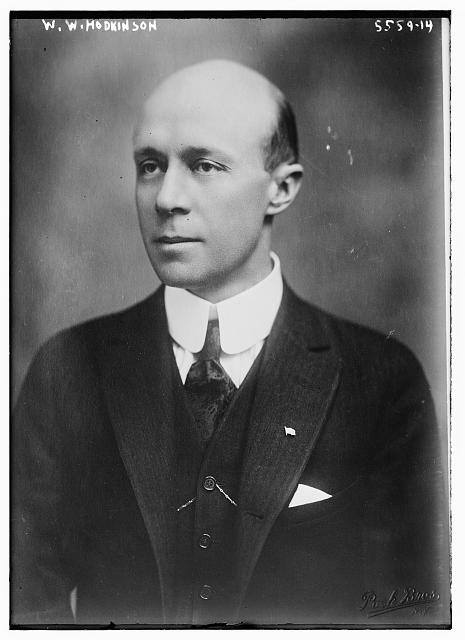
William Wadsworth Hodkinson

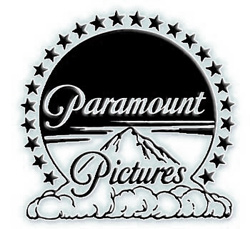
Een van de eerste logo's, die Paramount Pictures gebruikte (dateert uit 1914)

William Wadsworth Hodkinson, beter bekend als W.W. Hodkinson (Pueblo (Colorado), 16 augustus 1881 - Los Angeles, 2 juni 1971) was een zakenman die bekend werd als mede-oprichter van Paramount Pictures.

## Biografie
Hodkinson werd geboren in 1881. Hij begon te werken bij Western Union. In 1907 opende hij een van de eerste cinema's in Ogden (Utah). Hij vroeg 5 cent per voorstelling. Deze aanpak werkte. Hij ging werken voor de General Film Company, een firma die tussen 1909 en 1920 meer dan 12.000 films verdeelde. In 1914 richtte Hodkinson Paramount Pictures op. In datzelfde jaar ontwikkelde hij ook een logo voor Paramount. Het was de berg Pikes Peak, die hij zich herinnerde uit zijn jeugd.
In 1929 verliet hij de filmbusiness om een luchtvaartmaatschappij op te richten. Hij zou dit doen tot 1936. Hodkinson overleed in 1971 op bijna 90-jarige leeftijd.